# Академическая галерея
Академическая галерея, ранее — Елизаветинская галерея, — достопримечательность в Пятигорске, Ставропольский край, Россия, по адресу проспект Кирова, д. 1а. Находится на месте расположения кислосерного Елизаветинского источника. Современное здание галереи в стиле итальянского Возрождения построено в 1848—1850 годах архитектором Самуилом Уптоном и является объектом культурного наследия России федерального значения. Ранее галерея вмещала в себя питьевой бювет и купальные ванны, ныне закрытые.

## История
В 1809 году доктор Фёдор Гааз (1780—1853) открыл на месте нынешней Академической галереи кислосерный источник, названный в 1810 году Елизаветинским в честь императрицы Елизаветы Алексеевны (1779—1826).
Изначально на этом месте соорудили небольшой колодец, в 1814 году — дощатый домик, в 1823 году — расширенный каменный колодец, с 1828 года ставили на лето палаточную галерею на деревянном каркасе. В 1828—1830 годах архитектором Иосифом Бернардацци по заказу генерал-лейтенанта Георгия Эммануэля были разбиты Елизаветинский цветник перед галереей и Емануелевский парк выше по склону, а также сооружён грот Лермонтова неподалёку от галереи. В 1834 году соорудили постоянную деревянную Елизаветинскую галерею.

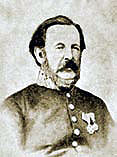
Самуил Уптон (1814—1879), архитектор Кавказских Минеральных Вод в 1845—1864 годах

В 1848—1850 годах по заказу кавказского наместника князя М. С. Воронцова архитектор Самуил Уптон построил нынешнее здание в стиле итальянского Возрождения, длинную галерею с двумя примыкающими павильонами. Для его постройки он поднял и расширил площадку, соорудив подпорную стену. За постройку галереи Уптон в 1850 году удостоился звания академика Императорской Академии художеств.
В северном павильоне изначально располагалась уборная. В 1871 году Н. И. Невинский перестроил его под приют Святой Ольги — бесплатную летнюю лечебницу на 10 кроватей под покровительством великой княгини Ольги Фёдоровны (1839—1891). Приют был закрыт после окончания аренды Кавказских минеральных вод А. М. Байковым и до 1894 года в южном павильоне располагалось хирургическое отделение, а с 1897 года — завод по производству искусственного льда.
В южном павильоне изначально располагались Елизаветинские ванны. В 1875 году в северном павильоне были оборудованы Товиевские ванны, использовавшие воду Товиевского и Михайловского источников. В 1889 году архитектор А. М. Кочетов расширил их до 7 кабин. Позднее к павильону добавили ещё несколько пристроек, которые были снесены в 1927 году при закрытии Товиевских ванн.

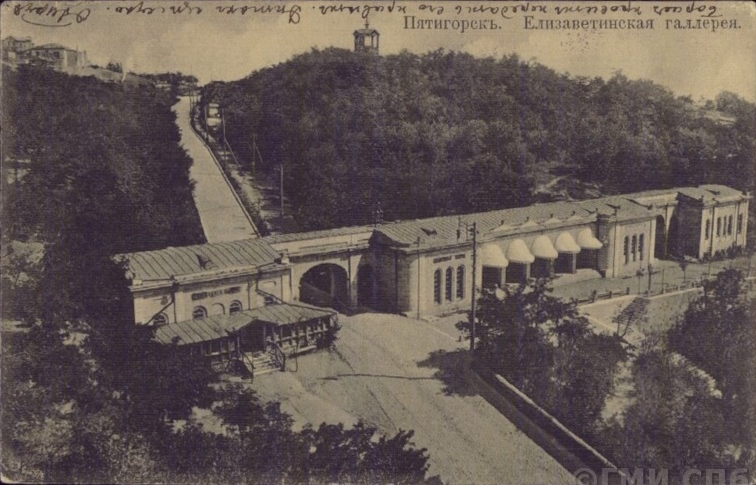
Фотография галереи в начале XX века

В конце XIX века питьевые бюветы в галерее были закрыты. В 1926 году галерея была переименована в Академическую в честь 200-летия Академии наук, а в ризалитах открыли Курортный музей. В 1932 году архитектор П. П. Еськов построил каменную лестницу, ведущую через Елизаветинский цветник к галерее.

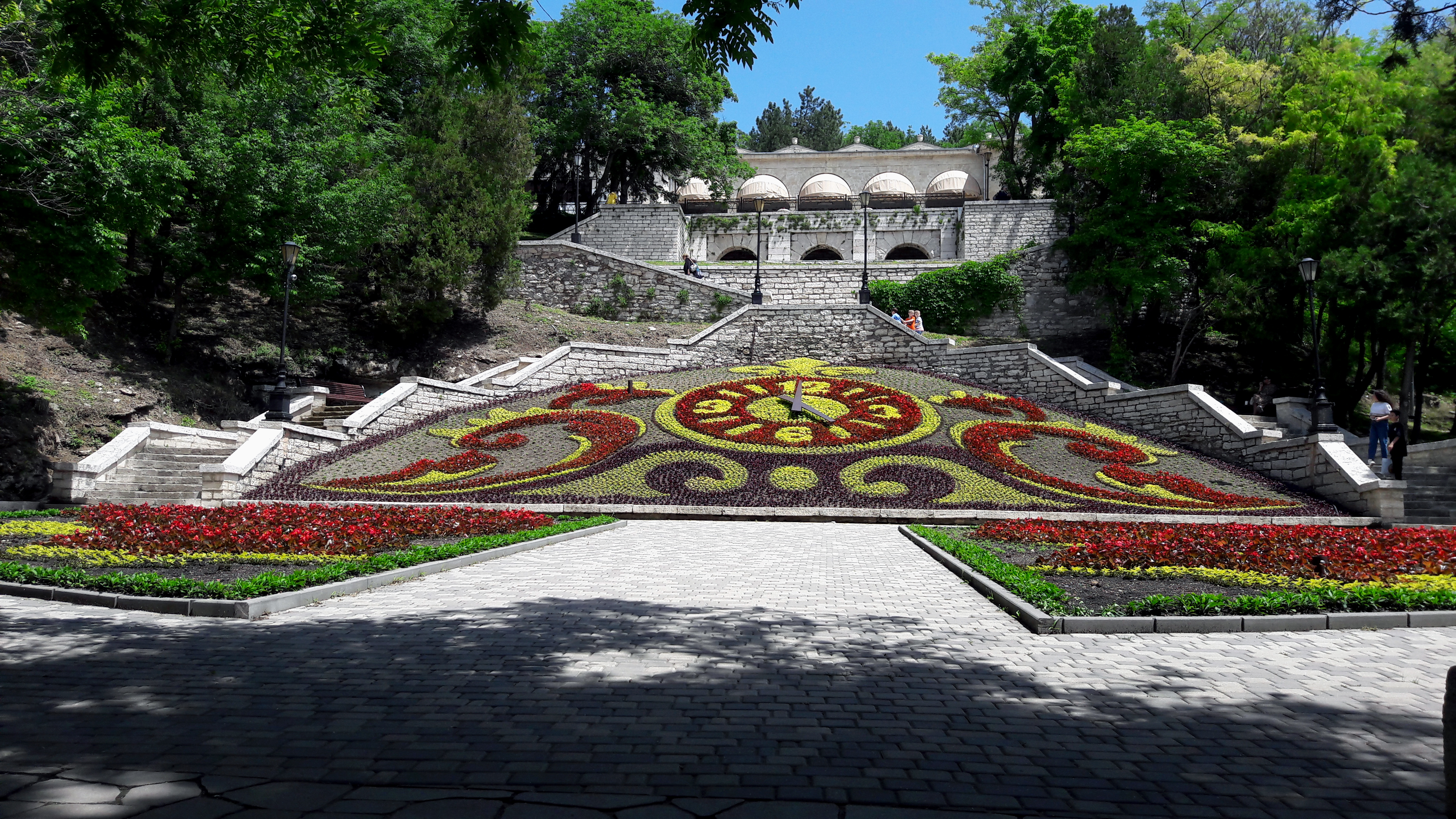
Елизаветинский цветник и лестница, ведущая к галерее

С 1962 года и до Перестройки в здании галереи вновь располагался питьевой бювет. В 1995 году в северном павильоне разместился Музей насекомых, остальные помещения пустовали, позднее павильон переехал на ул. Кирова, д. 18.
В 1974 году постановлением Совета министров РСФСР № 624 здание было признано памятником культуры государственного значения. В настоящее время является объектом культурного наследия России федерального значения как памятник градостроительства и архитектуры.

## Описание

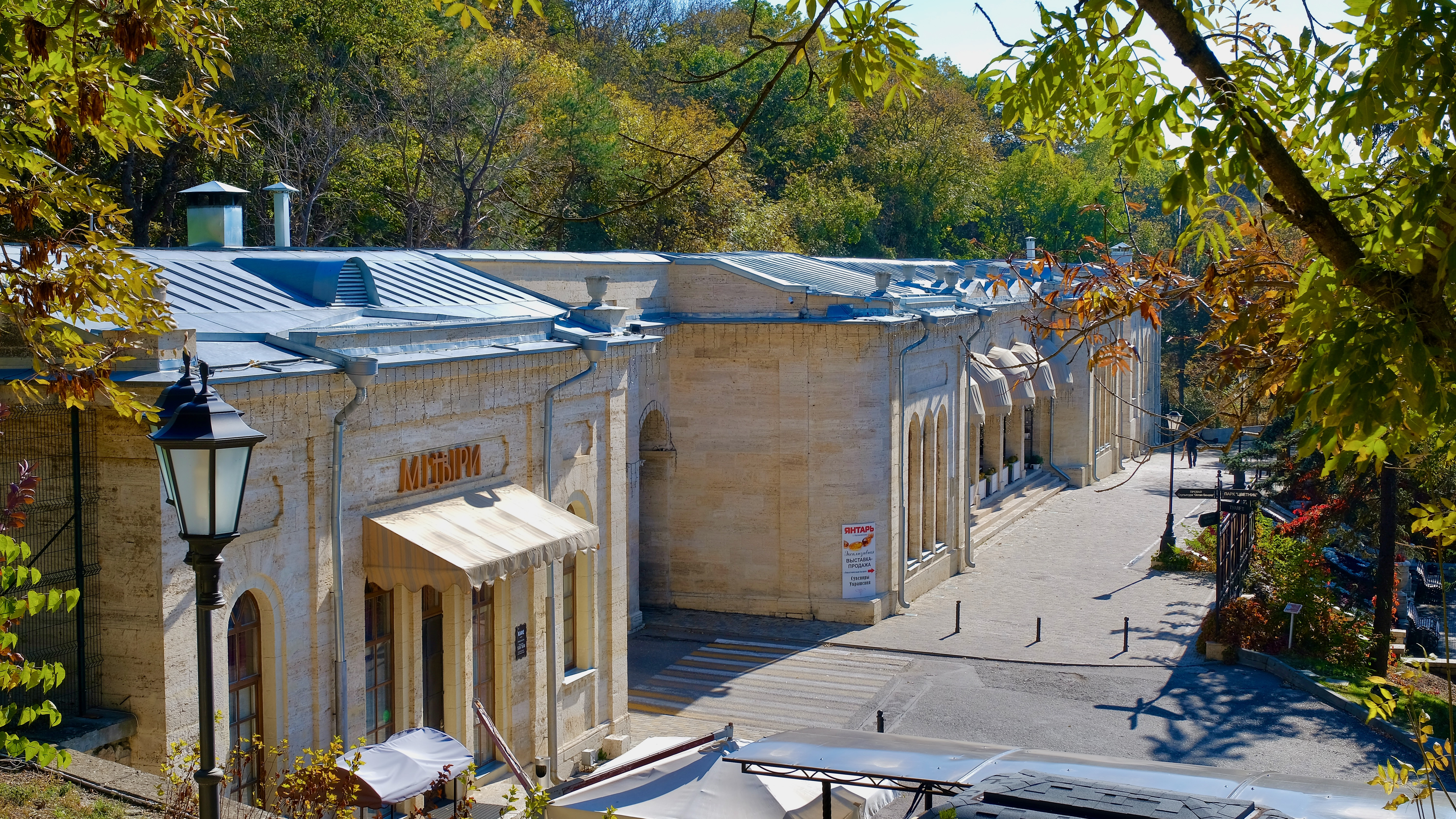
Вид вблизи, северный павильон и часть основного здания

Академическая галерея расположена в начале проспекта Кирова, в долине-балке между Горячей горой и Михайловским отрогом, которые как будто бы соединяет. Выполнена из белого машукского камня с арками, наружные стены — из тёсанных каменных блоков, внутренние — из рваного камня, скреплённого раствором.
Здание внешне похоже на акведук: оно состоит из просторной прогулочной галереи, на концах которой располагались бюветы (на юге — бювет Елизаветинского источника, на севере — бювет минеральных вод), и двух павильонов, примыкающих через проходные арки. Собственно здание галереи состоит из центральной лоджии с пятью арками, украшенными сверху треугольными аттиками с вазами, и примыкающих по краям ризалитов.

## В культуре
Елизаветинская галерея является местом действия нескольких сцен романа М. Ю. Лермонтова «Герой нашего времени», в том числе там познакомились Грушницкий и княжна Мери.